# Krakatauia epiensis
Krakatauia epiensis är en tvåvingeart som beskrevs av Daniel J. Bickel 2008. Krakatauia epiensis ingår i släktet Krakatauia och familjen styltflugor.
Artens utbredningsområde är Vanuatu. Inga underarter finns listade i Catalogue of Life.